# GSU
GSU er hærens og flyvevåbnets forkortelse for den grundlæggende sergentuddannelse. GSU i hæren foregår på Varde kaserne og GSU i flyvevåbnet foregår på Flyvestation Karup.
| Skole | Spire Denne artikel om en skole, en uddannelsesinstitution eller uddannelse er en spire som bør udbygges. Du er velkommen til at hjælpe Wikipedia ved at udvide den. |

| Militær | Spire Denne artikel om militær er en spire som bør udbygges. Du er velkommen til at hjælpe Wikipedia ved at udvide den. |